# SOPMOD

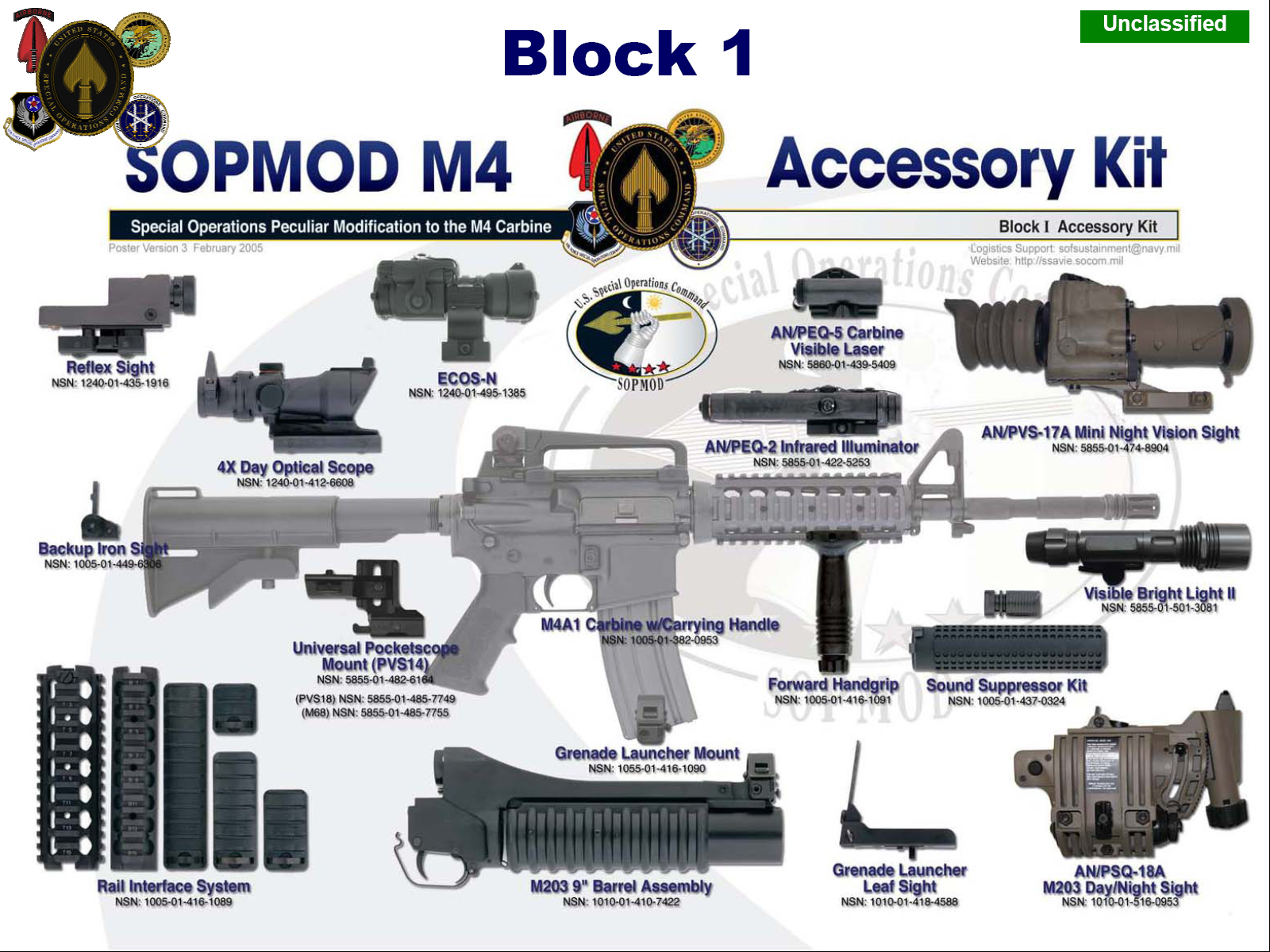
SOPMOD一型

特种作战特殊改装（SOPMOD）套件是M4A1、FN SCAR、HK416和其他美国特种作战司令部使用的轻武器的附件系统（但是该套件并非USSOCOM专用）。该套件允许特种作战幹员根据个人喜好和任务要求配置武器。
由于越战期间美国特种作战部队使用的M16突擊步槍和CAR-15卡賓槍安装了单点瞄准镜（Single Point Scope）和M203榴弹发射器，對作战效能有著极大的提升，軍方高層在1970年前后提出了SOPMOD的构想。1989年9月，特种作战特殊技术（SOST）计划的模块化近距离作战卡宾枪项目正式立项。物料需求说明书（MNS）于1992年5月签署，到1993年9月，该程序的项目需求文档（ORD）得以确认。该计划由海军水面作战中心克兰分部执行。
SOPMOD套件主要由军队库存和民用市场上已有（NDI／COTS）的配件组成，一份SOPMOD套件可供改裝4把M4A1卡宾枪。

## 配件列表
标准SOPMOD Block I套件包括以下所有组件：
- 奈特軍械公司（英语：Knight's Armament Company）（KAC）导轨接口系统（RIS）護木
- 科航的垂直前握把
- KAC的备用机械瞄具（BUIS）
- Trijicon的TA01NSN 4x32 先進戰鬥光學瞄準鏡（ACOG）
- ECOS-N光学瞄准镜（Aimpoint Comp M2的一种衍生型）
- 戰術軍械和裝備（Tactical Ordnance and Equipment）改进的作战槍帶（英语：Sling (firearms)）（可确保在斜挎枪支和警戒时的持枪安全）
- 用于AN/PVS-14夜视仪的PRI支架

下列4项配件中，每个套件仅包括两项：
- 洞察技術（Insight Technology）的AN/PEQ-2红外目标指示器／照明器／瞄准激光器（ITPIAL）
- 洞察技術的戰術燈（VLI）
- Trijicon的RX01M4A1型反射瞄准镜
- KAC的快拆式抑制器（QDSS）

下列7项配件，每个套件仅包含以下之一：
- KAC快装式M203榴彈發射器支架
- M203的快速安装瞄准器
- 9英寸槍管的M203
- 洞察技術的AN/PEQ-5可见激光瞄準器
- AN/PVS-17A微型夜视瞄准器
- AN/PSQ-18A M203夜视仪
- 套件附件的携行／储存箱

实际使用过程中，执勤的分队如果需要，经常会“借用”非执勤分队的配件。此外，尽管随着时间推进很多配件已经得到升级，SOPMOD的说明书却没有被重写。上述情况导致SOPMOD的实际组件早已出現没有被记录的變動，例如现役的许多SOPMOD M4都加装了带倾斜贴腮板的枪托和EOTech的全息瞄準鏡，部分M4还配有M26模組配件霰弹槍系统及M320榴弹发射器。事实上，SOPMOD兼容所有长度合适的皮卡汀尼导轨配件。

## 1型的改进型套件
- 丹尼爾防衛（Daniel Defense）M4A1 RIS II和RIS II FSP（导气箍上没有前照準器的全尺寸皮卡汀尼導軌护木）
- 洞察技術M3X战术燈（SU-233 / PVS）
- 洞察技術M6X战术激光瞄准具（SU-238 / PVS）
- EOTech 553全息瞄準鏡（SU-231 / PVS）
- Trijicon ACOG TA01 ECOS 4x瞄准镜 + Trijicon RMR RM01（SU-237 / PVS）
- AN / PVS-17改进型夜视瞄准镜
- BUIS II 2型备用机械瞄具（Backup Ironsight 2）

## SOPMOD 2型
- 洞察技術LA-5（A/B/C/D/E）/PEQ APTIAL
- 洞察技術CNVD-T热成像瞄准镜（SU-232/PAS）
- 洞察技術MRDS小型紅點瞄准镜（SU-261/PVS）
- L3-EOTech 553（SU-231/PEQ）全息瞄准镜
- L3-EOTech EXPS3-0 (SU-231A/PEQ) [FDE]全息瞄准镜
- L3-EOTech G33（铝阳极氧化/FDE）瞄准放大镜
- 雷神公司Elcan SpectreDR 1—4×瞄准镜（SU-230/PVS）
- Trijicon ACOG TA31 ECOS 4x瞄準鏡 + Docter RDS小型紅點瞄准镜（SU-237/PVS瞄准具）
- AN/PVS-24夜视仪
- 丹尼爾防衛RIS II系列护木（FSP/非FSP/GL，FDE）
- 洞察技術M3X枪灯（SU-233/PVS枪灯）
- 洞察技術WMX200枪灯
- WSC（武器射击计算器）
- LMT SOPMOD Gen 1／2枪托
- KAC准星
- KAC微型照门
- Tango down垂直握把
- KAC“扫帚柄”垂直握把